# The Miracle Rider
The Miracle Rider is een 15-delige Amerikaanse serial film in het genre western uit 1935. Het was de laatste grote filmrol voor acteur Tom Mix, die voornamelijk bekend is van de vele stomme films – ook in het genre western – waarin hij als cowboy de hoofdrol had.
Mix kreeg voor zijn rol in deze film 40.000 dollar betaald voor vier weken filmen. De meeste stunts deed hij zelf.

## Verhaal
De Texas Ranger Tom Morgan (Tom Mix) heeft als taak om de kwaadaardige Zaroff (Charles Middleton) te stoppen, die probeert om de Indianen van hun reservaat te verjagen om vervolgens zelf te profiteren van het land. Hij voegde zich bij de Texas Rangers om het werk van zijn vermoorde vader voort te zetten als voorstander van de indianenrechten. Ook wil hij wraak nemen op de moordenaars.

## Rolverdeling
| Acteur            | Personage                      |
| ----------------- | ------------------------------ |
| Tom Mix           | Tom Morgan                     |
| Joan Gale         | Ruth                           |
| Charles Middleton | Zaroff                         |
| Robert Frazer     | Chief Black Wing               |
| Niles Welch       | Metzger                        |
| Jason Robards     | Carlton                        |
| Bob Kortman       | Longboat                       |
| Edward Earle      | Christopher Adam, Indian Agent |
| Edward Hearn      | Emil Janss                     |
| Tom London        | Sewell, Zaroffs handlanger     |
| Edmund Cobb       | Vining, Zaroffs handlanger     |
| Ernie Adams       | John Stelter                   |
| Max Wagner        | Morley, Zaroffs handlanger     |
| Charles King      | Hatton, Zaroffs handlanger     |
| George Chesebro   | Crossman, Janss Hand           |